# Catheys Valley, California
Catheys Valley, California (енгл. Catheys Valley) насељено је место без административног статуса у америчкој савезној држави Калифорнија.

## Демографија
По попису из 2010. године број становника је 825.
| Група             | 2000.    | 2010.       |
| Белци             | 0 (0,0%) | 690 (83,6%) |
| Афроамериканци    | 0 (0,0%) | 6 (0,7%)    |
| Азијати           | 0 (0,0%) | 12 (1,5%)   |
| Хиспаноамериканци | 0 (0,0%) | 80 (9,7%)   |
| Укупно            | 0        | 825         |